# Der Wind (Simon)
Der Wind (frz. Le Vent) ist ein Roman des französischen Literatur-Nobelpreisträgers Claude Simon aus dem Jahr 1957.
Der „teuflische“, „ewige“, „ewig lebendige“ Wind – unaufhörlich durch den Roman wehend  – kann als der heimliche Protagonist betrachtet werden. Pinien werden vom Wind gebeugt und die Blätter der Bäume rascheln im Nachtwind wie Papier...
Im Jahr 1960 habe Claude Simon dem Leser seine Schreibabsicht – die beinahe undurchschaubaren Abläufe im Roman betreffend – mitgeteilt: Er habe sich bemüht, Impressionen der vielfältigen Realität im Text „in Dauer, in Zeit zu überführen“.

## Inhalt
Der 35-jährige, kränkliche, verwaiste Fotograf Antoine Montès aus dem nordfranzösischen Eragny an „der Aube oder Yonne“ hält sich während eines Sommerhalbjahrs in einer südfranzösischen alten Stadt auf. Antoine sieht wie ein Fünfzigjähriger aus. Anlass zu der achthundert Kilometer langen Reise in den windigen Süden ist der Tod des Vaters.
Der alteingesessene Notar, mit jener Erbschaftsangelegenheit befasst, rät dem Erben zum Verkauf des Erbes. Das ist ein zweihundert Hektar großer Weinberg – neun Kilometer von der alten Stadt entfernt gelegen. Der zunehmend mittellose, schäbig gekleidete Antoine geht nicht auf das Verkaufsangebot ein und entlässt – als nordfranzösischer Fotograf im Weinanbau unerfahren – den Verwalter des Weinguts. Der Entlassene prozessiert gegen den Kontraktbruch. Antoine wartet, mit der Kamera unter Palmen spazierend, sechs Monate den Prozess vor Ort ab.
Der Vater hatte Antoines Mutter vormals in Nordfrankreich kennengelernt, sie mit in seine Heimat in den Süden genommen, geschwängert, geheiratet und vor Antoines Geburt betrogen. Die Schwangere – tödlich gekränkt – war auf Nimmerwiedersehen in ihre nordfranzösische Heimat zurückgekehrt und hatte keinerlei Ansprüche an den Kindesvater gestellt. Zu einer Scheidung war es nie gekommen.
Während des Wartens kommt Antoine dem vulgären Serviermädchen Rosa unter dem dichten, dunklen Laub einer Platane näher. Die etwa dreißigjährige Frau hat zwei Töchter – Theresa und deren kleine, unbenannte Schwester.
Ein junges Mädchen, wohl Helene, macht sich im Auftrag ihres Vaters erfolglos an den neuen Weinbergbesitzer heran. Helene ist die Schwester einer gewissen Cécile. Diese Jungfrau, die am Ende des neunten der siebzehn Kapitel zum ersten Mal genannt wird, hat ihren eigentlichen Auftritt am Romanende mit einem Paukenschlag: Cécile verführt Antoine.
Rosa wird unter mysteriösen Umständen zusammen mit ihrem Lebenspartner, dem Zigeuner, umgebracht. Antoine, der kein Wässerchen trüben kann, zählt in den Augen der Polizei selbstverständlich nicht zum Kreis der Verdächtigen. Die Toten hatten zu Lebzeiten Umgang mit Diebsgesindel gehabt, das dem Vernehmen nach mit ihrer Untat eine eventuelle Anzeige bei der Polizei verhindert hat.
Erst als Rosa tot ist, empfindet Antoine Liebe für die Verstorbene. Der Fotograf bemüht sich vergeblich um das Sorgerecht für die beiden Töchter Rosas. Er darf sie aber einmal monatlich im Waisenhaus besuchen. Die Kinder werden schließlich ohne Antoines Wissen weggebracht. Keiner aus dem Waisenhaus gibt den neuen Aufenthaltsort der Mädchen preis.
Antoine verliert den Prozess und muss den Weinberg notgedrungen verkaufen.

## Zitat
- „Vielleicht hatte die Zeit selber keine Zeit.“[8]

## Form
Der Ich-Erzähler, ein am Ort der Handlung ansässiger Gymnasiallehrer, war Antoine in einem Fotogeschäft begegnet. Der Lehrer hatte sich später von Antoine einiges erzählen lassen. Sein Text – also der vorliegende Roman – fällt demzufolge als äußerst lückenhafter Rekonstruktionsversuch des Geschehens aus. Dessen Richtigkeit bezweifelt der Erzähler zudem immer einmal. Über Antoine erzählt der Lehrer in der dritten Person. In dem von dem Lehrer – hin und her rätselnd – gemalten Bild erscheint Antoine als zögerlicher Trottel. So bricht Antoine in wörtlicher Rede seine Aussage in den meisten Fällen spätestens nach der ersten Satzhälfte ab. Das Trottelige an Antoine scheint an zahllosen Textstellen durch – zum Beispiel besonders unmissverständlich, als ihn Cécile zum Beischlaf nötigt.
Nach Burmeister muss die Leserschaft mit Unverständnis reagiert haben. Denn der Autor habe „irritierten Lesern“ geantwortet, die mit der „wirren“, „ausufernden“ und dabei „lückenhaften“ Lektüre ihre liebe Not gehabt haben sollen.

## Einordnung in das Werk des Autors
Nach seinem Erscheinen sei der Roman von der Literaturwissenschaft entsprechend seiner Form dem nouveau roman zugerechnet worden.

## Rezeption
- Nach Serge Doubrovsky[13] unternehme der Autor Anstrengungen „die rettungslose Unordnung des Erlebens und die artifizielle Ordnung der Sprache“ zu parallelisieren.
- Burmeister[14] hat den Roman besprochen: Bisweilen brüte der erzählende Lehrer über Antoines Geschichte und manchmal verschwömmen die Grenzen zwischen erzählendem Ich und beschriebenem Er.[15] Der Roman könne auch als die Geschichte von Antoines sechs Monate andauernden Niederlagen gelesen werden. Dieser Niedergang stehe als Symbol für die Untauglichkeit der Ratio bei der Deskription zwischenmenschlicher Beziehungen.[16]

### Verwendete Ausgabe
- Der Wind. Versuch, einen Barockaltar[A 3] wiederherzustellen. Roman. Aus dem Französischen Übertragen von  Eva Rechel-Mertens. Nachwort von Brigitte Burmeister. Gustav Kiepenheuer Verlag, Leipzig 1988, ISBN 3-378-00265-4. (Gustav Kiepenheuer Bücherei 82) (Lizenzgeber: R. Piper, München 1959)

### Sekundärliteratur
- Brigitte Burmeister: Die Sinne und der Sinn. Erkundungen der Sprachwelt Claude Simons. 1. Auflage. Matthes & Seitz, Berlin 2010, ISBN 978-3-88221-686-8.